# Antonești (okręg Teleorman)
Antonești – wieś w Rumunii, w okręgu Teleorman, w gminie Călinești. W 2011 roku liczyła 328 mieszkańców.